# 複合位移運動
複合位移運動（migrating motor complex，MMC）又稱移行性複合運動，是指兩餐之間（消化间期）起源于胃肠前端、胃肠平滑肌的电活动和收缩呈现周期性的变化并向肠道后方扩布的複合运动；其为除张力性收缩外，间歇性出现的强力收缩，以及以较长时间的静息期为特点的周期性运动。此移行性複合運動可使肠内容物向远端推送。
複合运动波可分4个时相：只能记录到慢波为Ⅰ相；记录到不规则的锋电位和散发的蠕动波为Ⅱ相；记录到每个慢波电位上均叠加成簇的锋电位，随后胃肠出现规则的高振幅收缩波为Ⅲ相；转为Ⅰ相的过渡期为Ⅳ相。
這些電活動的動作電位令消化道一次又一次地蠕動，把未能消化的物質（如纖維）從胃輸送，通過小腸進入大腸。